# Daša Drndić
Daša Drndić (geboren 10. August 1946 in Zagreb, Jugoslawien; gestorben 5. Juni 2018 in Rijeka) war eine kroatische Schriftstellerin.

## Leben
Daša Drndić studierte Englische Sprache und Literatur an der Philologischen Fakultät der Universität Belgrad. Als Fulbright-Stipendiatin besuchte sie die Southern Illinois University, wo sie ein Aufbaustudium in Theater und Kommunikation anschloss. Sie wurde an der Universität Rijeka promoviert, lehrte mehrere Jahre an Universitäten in Kanada und den USA und unterrichtete zuletzt Englische Literatur an der Universität in Rijeka. Sie veröffentlichte zahlreiche Bücher, Kurzgeschichten und Hörspiele.
Ihr Roman Sonnenschein wurde in mehr als zehn Sprachen übersetzt und war ihr erstes Buch, das auf Deutsch erschien. Die deutsche Übersetzung von Brigitte Döbert und Blanka Stipetić kam 2015 auf die Shortlist des Berliner Internationalen Literaturpreises des Hauses der Kulturen der Welt.
Die englische Übersetzung ihres Romanes Belladonna durch Celia Hawkesworth wurde postum mit dem Warwick Prize for Women in Translation ausgezeichnet.
Daša Drndić war Unterzeichnerin der 2017 veröffentlichten Deklaration zur gemeinsamen Sprache der Kroaten, Serben, Bosniaken und Montenegriner.

## Werke (Auswahl)
- Put do subote, Belgrad 1982
- Kamen s neba, Belgrad 1984
- Marija Częstochowska još uvijek roni suze ili Umiranje u Torontu, Rijeka-Zagreb 1997
- Cannzone di guerra, Zagreb 1998
- Totenwande, Zagreb 2000
- Doppelgänger, Belgrad 2002
- Leica format, Zagreb-Belgrad 2003
- After Eight, Zagreb 2005
- Feministički rukopis ili politička parabola: Drame Lillian Hellman, Ženska infoteka, Zagreb 2006
- Sonnenschein : dokumentarni roman. Zaprešić : Fraktura, 2007 ISBN 978-953-266-013-5
  - Sonnenschein. Roman. Übersetzung Brigitte Döbert, Blanka Stipetić. Hoffmann und Campe, Hamburg 2015, ISBN 978-3-455-40516-3
- April u Berlinu, Fraktura, Zagreb 2009
- Belladonna, Fraktura, Zagreb 2012
  - Belladonna. Roman. Übersetzung Brigitte Döbert, Blanka Stipetić. Hoffmann und Campe, Hamburg 2018